# Eduardo Darias
Washington Eduardo Darias Lafuente, noto semplicemente come Eduardo Darias (Montevideo, 28 febbraio 1998), è un calciatore uruguaiano, centrocampista del Peñarol.

## Caratteristiche tecniche
È un esterno destro.

## Carriera
Cresciuto nel settore giovanile del Central Español, debutta in prima squadra il 9 settembre 2017 in occasione del match di Segunda División Profesional perso 2-1 contro l'Oriental; il 29 novembre seguente va a segno per la prima volta realizzando una doppietta decisiva nella vittoria per 2-0 contro il Central Español. Nel 2019 viene ceduto al Dep. Maldonado, con cui ottiene la promozione in prima divisione al termine della stagione.

## Statistiche

### Presenze e reti nei club
Statistiche aggiornate al 9 marzo 2025.
| Stagione               | Squadra                | Campionato             | Campionato | Campionato | Coppe nazionali | Coppe nazionali | Coppe nazionali | Coppe continentali | Coppe continentali | Coppe continentali | Altre coppe | Altre coppe | Altre coppe | Totale | Totale | Totale |
| Stagione               | Squadra                | Comp                   | Pres       | Reti       | Comp            | Pres            | Reti            | Comp               | Pres               | Reti               | Comp        | Pres        | Reti        | Pres   | Reti   |        |
| ---------------------- | ---------------------- | ---------------------- | ---------- | ---------- | --------------- | --------------- | --------------- | ------------------ | ------------------ | ------------------ | ----------- | ----------- | ----------- | ------ | ------ | ------ |
| 2017                   | Central Español        | SD                     | 11+3       | 0+2        | -               | -               | -               | -                  | -                  | -                  | -           | -           | -           | 14     | 2      |        |
| 2018                   | Central Español        | SD                     | 23         | 4          | -               | -               | -               | -                  | -                  | -                  | -           | -           | -           | 23     | 4      |        |
| Totale Central Español | Totale Central Español | Totale Central Español | 34+3       | 4+2        |                 | -               | -               |                    | -                  | -                  |             | -           | -           | 37     | 6      |        |
| 2019                   | Dep. Maldonado         | SD                     | 14         | 0          | -               | -               | -               | -                  | -                  | -                  | -           | -           | -           | 14     | 0      |        |
| 2020                   | Dep. Maldonado         | PD                     | 16         | 3          | -               | -               | -               | -                  | -                  | -                  | -           | -           | -           | 16     | 3      |        |
| 2021                   | Dep. Maldonado         | PD                     | 21         | 2          | -               | -               | -               | -                  | -                  | -                  | -           | -           | -           | 21     | 2      |        |
| 2022                   | Dep. Maldonado         | PD                     | 30         | 3          | CU              | 1               | 0               | -                  | -                  | -                  | -           | -           | -           | 31     | 3      |        |
| 2023                   | Dep. Maldonado         | PD                     | 30         | 4          | CU              | 1               | 0               | CL                 | 1                  | 0                  | -           | -           | -           | 32     | 4      |        |
| Totale Dep. Maldonado  | Totale Dep. Maldonado  | Totale Dep. Maldonado  | 111        | 12         |                 | 2               | 0               |                    | 1                  | 0                  |             | -           | -           | 114    | 12     |        |
| 2024                   | Peñarol                | PD                     | 26         | 4          | CU              | 3               | 1               | CL                 | 10                 | 1                  | -           | -           | -           | 39     | 6      |        |
| 2025                   | Peñarol                | PD                     | 3          | 1          | CU              | 0               | 0               | CL                 | 0                  | 0                  | SU          | 1           | 0           | 4      | 1      |        |
| Totale Peñarol         | Totale Peñarol         | Totale Peñarol         | 29         | 5          |                 | 3               | 1               |                    | 10                 | 1                  |             | 1           | 0           | 43     | 7      |        |
| Totale carriera        | Totale carriera        | Totale carriera        | 177        | 23         |                 | 5               | 1               |                    | 11                 | 1                  |             | 1           | 0           | 194    | 25     |        |

## Palmarès

### Club

#### Competizioni nazionali
- Campionato uruguaiano: 1

Peñarol: 2024